# Cordón de Puntas Negras
Cordón de Puntas Negras är en bergskedja i Chile.   Den ligger i regionen Región de Antofagasta, i den norra delen av landet, 1 100 km norr om huvudstaden Santiago de Chile. Arean är 500 kvadratkilometer.
Trakten runt Cordón de Puntas Negras är ofruktbar med lite eller ingen växtlighet. Trakten runt Cordón de Puntas Negras är nära nog obefolkad, med mindre än två invånare per kvadratkilometer.